# Les Collabos
Les Collabos est un groupe de punk rock français, originaire de Brest, dans le Finistère. L'activité du groupe ne perdure que trois ans (1982–1985), mais il réussit à se faire une place dans la scène punk française des années 1980. Le groupe se réunit en 2015 pour deux concerts joués à Brest puis à Rennes.

## Biographie
Le groupe est formé en 1982 à Brest, dans le Finistère. Le groupe se compose de Raskal au chant, Hervé à la basse, Steph' à la guitare, et Fred à la batterie. À cette période, le groupe s'inscrit dans le contexte du mouvement oi! provincial français autour du label Chaos Production. 
En 1983, Les Collabos publient une première cassette démo de trois titres. Le groupe participe ensuite à plusieurs compilations comme Chaos en France (volumes 1 et 2), et 1984, The First Sonic World War. Ils participent à ces compilations avec les titres Agenouillé dans les W.C., Eté 69., et Bop ! Pap ! Labidoup !. Ils jouent en concert avec Trotskids, et publient un unique album studio, éponyme, à la fin de 1984. En 1985, de vives tensions font surface et le groupe se sépare. 
Une suggestion de réunion entre membres émerge en 1986, mais est abandonnée. Le 13 juin 2015, Les Collabos se reforment pour une soirée organisée par l'association brestoise Vinyl Sound. Finalement, le 19 mars 2016, un ultime concert sera joué avec les Trotskids à Rennes.

## Style musical
Leur musique s’apparente à celle de groupes anglais comme Peter and the Test Tube Babies, Toy Dolls et d’autre groupes des compilations oi! anglaises. Leurs paroles oscillent entre paillardise rurale (Bop ! Pap ! Labidoup !, 1985) et chanson de salle de garde, dérivant parfois vers le pur non-sens (Eté 69).
Ta sœur est reprise par les VRP en 1990.

## Membres
- Raskal - chant (VRP, les Nonnes Troppo)
- Stéph - guitare
- Hervé - basse
- Fred - batterie (Al Kapott, HOAX)

## Discographie
- 1983 : Démo K7 3 titres (1983)
- 1983 : Sylvain Bergaste  (sur la compilation Chaos en France. volume 1 ; Chaos Production)
- 1984 : Agenouillé dans les W.C. (sur la compilation 1984 : The First Sonic World War ; New Wave Records)
- 1984 :  Eté 69. (sur la compilation Chaos en France. volume 2 ; Chaos Production)
- 1984 : Bop ! Pap ! Labidoup ! (sur la compilation France profonde. volume 1 ; Réseau alternatif)
- 1984 : Les Collabos (Chaos Production)
- 1985 : Tagadagadag ! (sur la compilation 77 K.K. volume 1 ; 77 Records)
- 1985 : Partie à Paris (cassette live)
- 2012 : Les Collabos (2012 / Narayan records)